# Lugnez JU
| JU ist das Kürzel für den Kanton Jura in der Schweiz. Es wird verwendet, um Verwechslungen mit anderen Einträgen des Namens Lugnez zu vermeiden. |

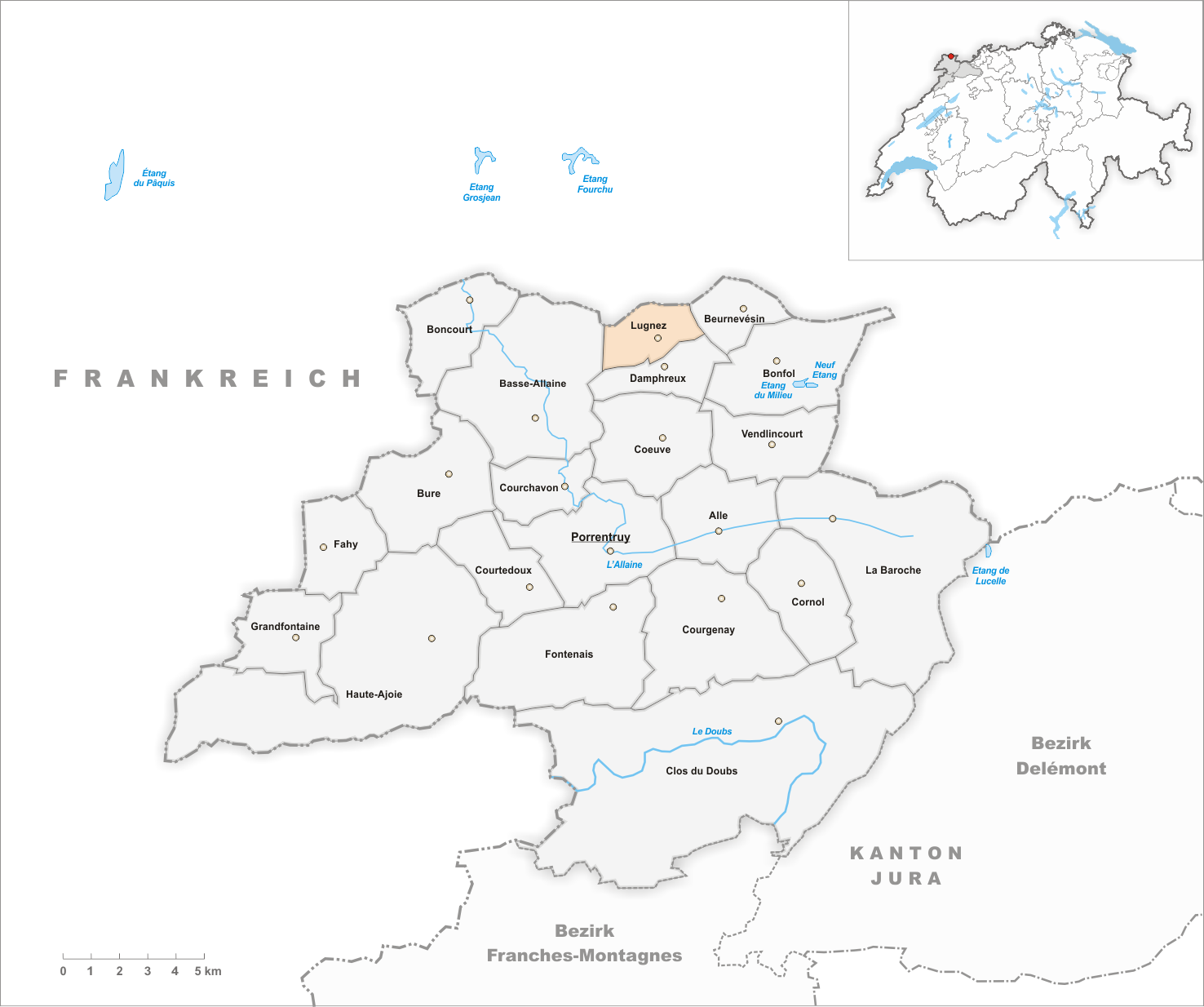
Gemeindestand vor der Fusion am 1. Januar 2023

Lugnez ist ein Dorf in der Gemeinde Damphreux-Lugnez im Distrikt Porrentruy des Kantons Jura in der Schweiz. Bis zum 31. Dezember 2022 bildete Lugnez eine eigene politische Gemeinde.

## Geographie
Lugnez liegt auf 411 m ü. M., 8 km nördlich des Bezirkshauptorts Porrentruy (Luftlinie). Das Bauerndorf erstreckt sich in der Talniederung der Coeuvatte und an den angrenzenden Hängen im Norden der Ajoie (deutsch Elsgau), an der Grenze zu Frankreich. Bis zum 31. Dezember 2022 bildete Lugnez eine eigene politische Gemeinde.
Die Fläche des 5,10 km² grossen Gemeindegebiets umfasst die offene, leicht gewellte Tafeljurahochfläche der Ajoie, die von der Niederung der Coeuvatte durchzogen wird. Im Westen reicht das Gebiet über die Höhe von Les Voirandes (470 m ü. M.) und über ein Trockental bis zur Höhe Les Genavrières; im Osten bis in den Wald La Voivre. Die nördliche Abgrenzung bildet der Grenzberg Le Mont, der mit 550 m ü. M. als höchste Erhebung von Lugnez figuriert. Das Gemeindegebiet wird von der Coeuvatte zur Allaine entwässert. Von der Gemeindefläche entfielen 1997 6 % auf Siedlungen, 35 % auf Wald und Gehölze und 59 % auf Landwirtschaft.
Zu Lugnez gehören mehrere Einzelhöfe. Nachbargemeinden von Lugnez sind Basse-Allaine, Damphreux und Beurnevésin im Kanton Jura sowie Réchésy und Courcelles im angrenzenden Frankreich.

## Bevölkerung
Mit 186 Einwohnern (Stand 31. Dezember 2022) gehört Lugnez zu den kleinen Gemeinden des Kantons Jura. Von den Bewohnern sind 85,5 % französischsprachig, 11,5 % deutschsprachig und 1,8 % portugiesischsprachig (Stand 2000). Die Bevölkerungszahl von Lugnez belief sich 1850 auf 292 Einwohner, 1900 auf 273 Einwohner. Im Verlauf des 20. Jahrhunderts wurde insgesamt ein rückläufiger Trend verzeichnet.

## Wirtschaft
Lugnez ist dank der fruchtbaren Böden in der Umgebung noch vorwiegend landwirtschaftlich geprägt. Neben dem lokalen Kleingewerbe gibt es im Dorf ausserhalb der Landwirtschaft keine Arbeitsplätze. Viele Erwerbstätige sind deshalb Wegpendler und arbeiten in der Region Porrentruy oder in Boncourt.

## Verkehr
Die Gemeinde liegt an einer Regionalstrasse, die von Porrentruy durch Coeuve und Lugnez nach Frankreich führt. Durch einen Postautokurs, der auf der Strecke von Porrentruy nach Beurnevésin verkehrt, ist Lugnez an den öffentlichen Verkehr angeschlossen.

## Geschichte
Überreste einer römischen Villa zeugen von einer frühen Besiedlung des Gemeindegebiets von Lugnez. Gemäss Überlieferung ist Lugnez Geburtsort des Heiligen Himerius, der im 6. Jahrhundert wirkte und dem Ort Saint-Imier den Namen gab. Das Dorf wird 1181 erstmals als Lunigie erwähnt, abgeleitet vom lateinischen Lugduniacum. 1386 erscheint der Name Lugney. Lugnez teilte die wechselvolle Geschichte der Ajoie, die 1271 zum ersten Mal an das Fürstbistum Basel kam. Vom 16. bis zum 18. Jahrhundert unterstand das Dorf dem Meieramt Coeuve. Von 1793 bis 1815 gehörte Lugnez zu Frankreich und war anfangs Teil des Département du Mont-Terrible, ab 1800 mit dem Département Haut-Rhin verbunden. Durch den Entscheid des Wiener Kongresses kam der Ort 1815 an den Kanton Bern und am 1. Januar 1979 an den neu gegründeten Kanton Jura.

## Sehenswürdigkeiten
Ausserhalb des Dorfes am Südfuss des Mont steht im Schutz einer 700 Jahre alten Linde die Kapelle Saint-Imier, die an den heiligen Imier erinnert. Der heutige Bau stammt von 1698. Lugnez bildet zusammen mit dem Nachbarort Damphreux eine Pfarrei. Die Pfarrkirche steht in Damphreux.

## Bilder

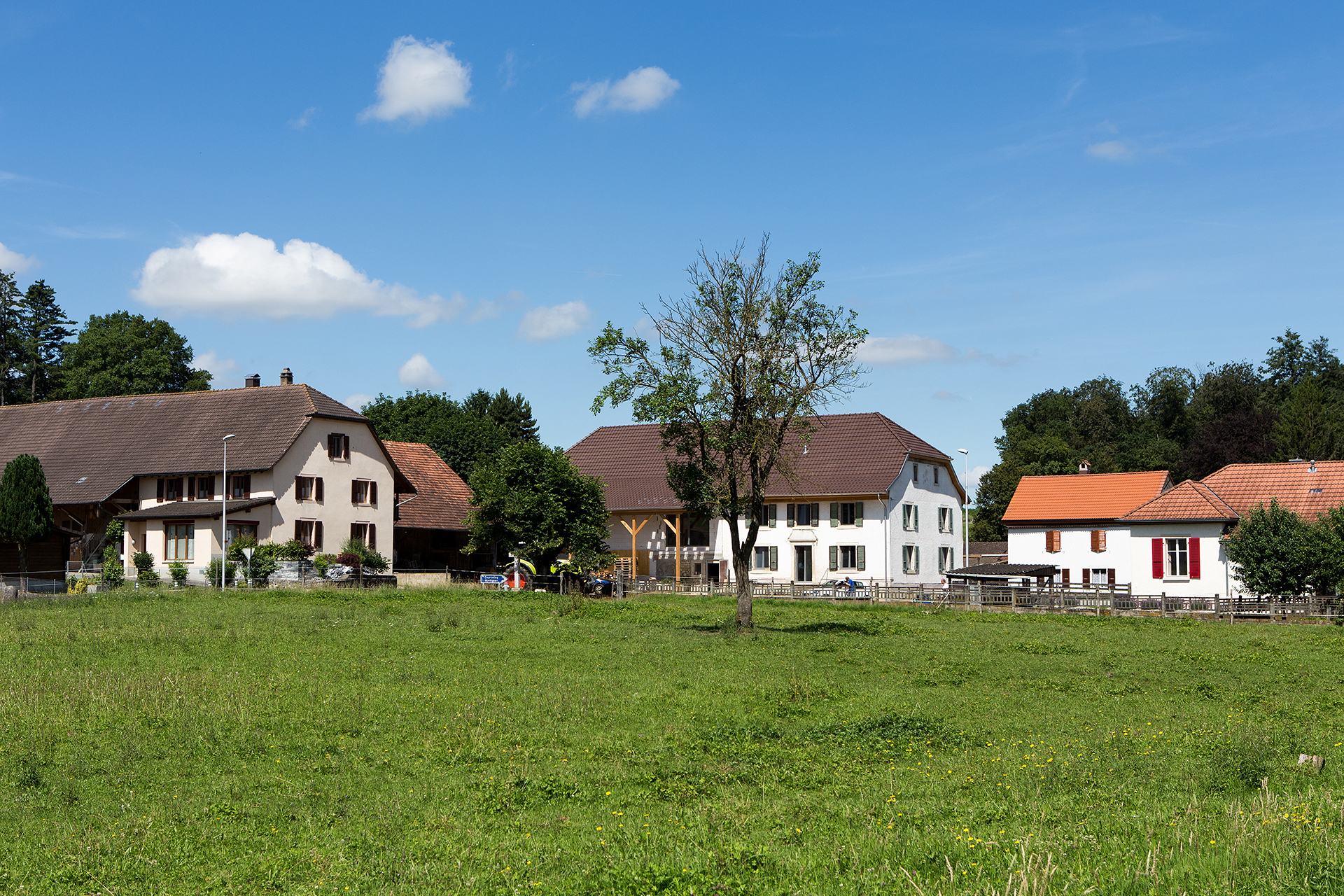
Nördlicher Dorfteil
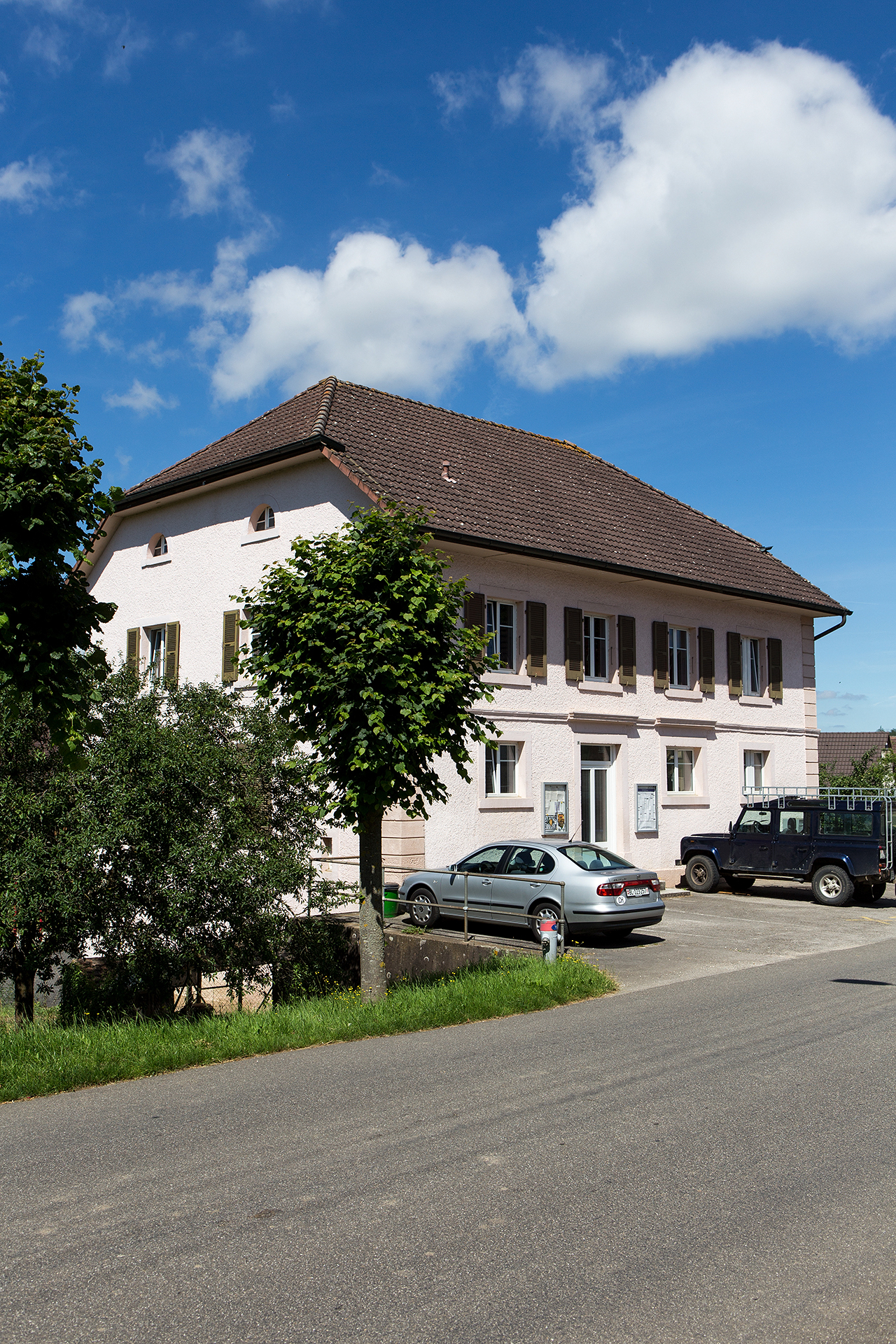
Primarschulhaus
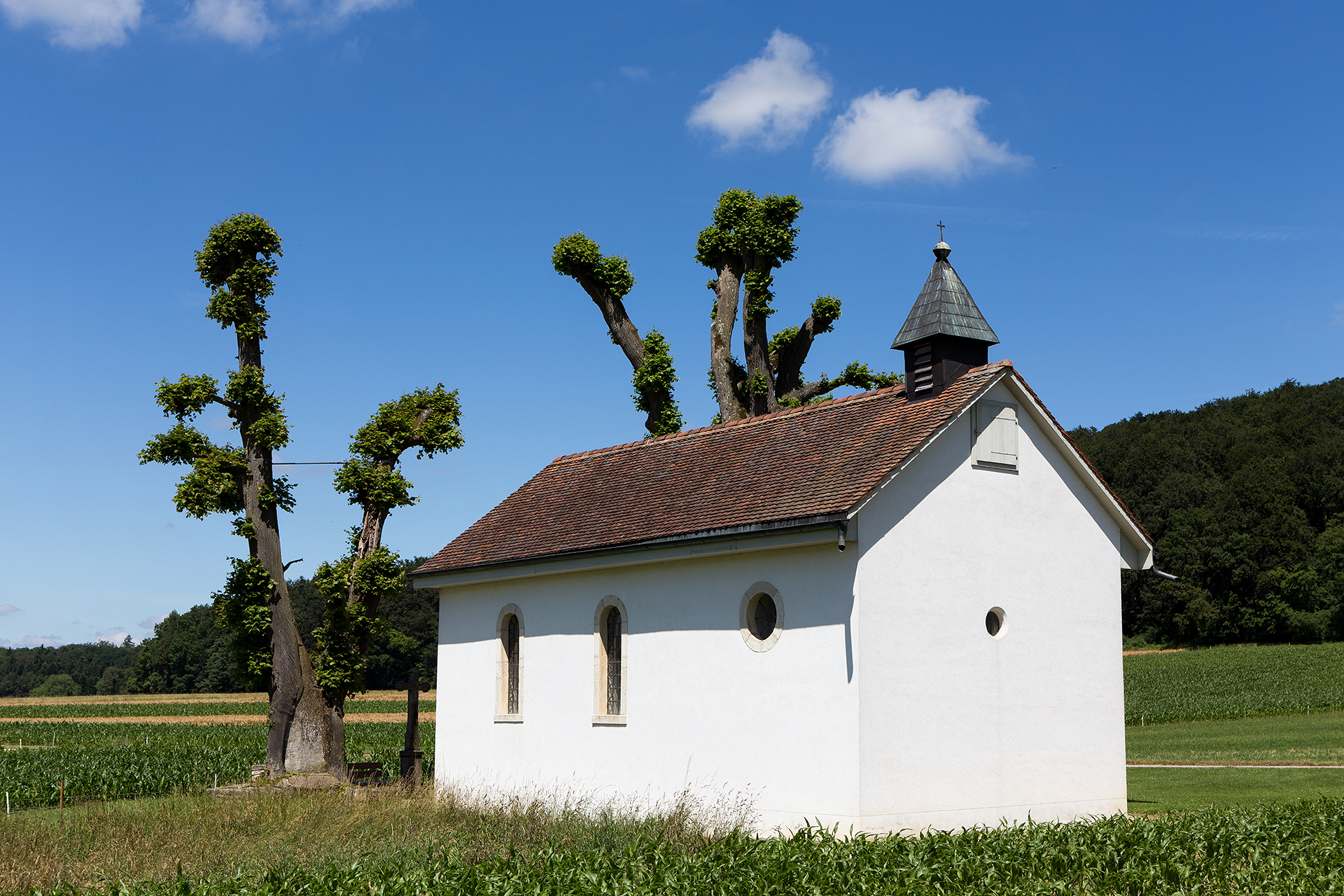
Kapelle Sankt Immer

## Persönlichkeiten
- Michèle Matile (* 15. Mai 1921 in Lugnez; † 26. Mai 1951 in Como), Malerin, Grafikerin[1]